# Montaut (Dordogna)
Montaut è un comune francese di 112 abitanti situato nel dipartimento della Dordogna nella regione della Nuova Aquitania.

## Società

### Evoluzione demografica
Abitanti censiti